# Gulisztán tartomány

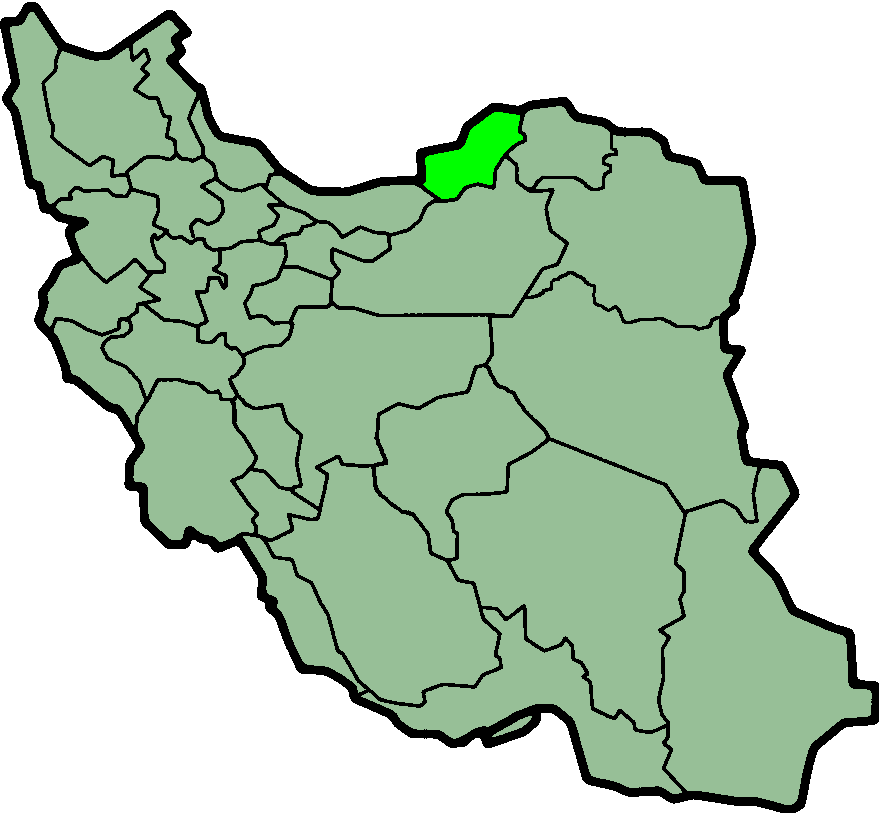
Gulisztán tartomány elhelyezkedése Iránban

Gulisztán tartomány (perzsául استان گلستان [Ostân-e Golestân]) Irán 31 tartományának egyike az ország északi részén, a Kaszpi-tenger mellékén. Nyugaton a tenger, északon Türkmenisztán, keleten Észak-Horászán, délen Szemnán, délnyugaton pedig Mázandarán tartomány határolja. Székhelye Gorgán városa. Területe 20 367 km², lakossága 1 593 055 fő.

## Népesség
A tartomány népessége az alábbiak szerint alakult:
| Lakosok száma | 1 617 087 | 1 777 014 | 1 868 819 |
|               | 2006      | 2011      | 2016      |

## Közigazgatási beosztás
Gulisztán tartomány 2021 decemberi állás szerint 14 megyére (sahrasztán) oszlik. Ezek: Ákkalá, Aliábád, Ázádsahr, Bandar-e Gaz, Gonbad-e Kávusz, Gálikas, Gomisán, Gorgán, Kalále, Kordkuj, Marávetappe, Minudast, Rámiján, Torkaman.

## Fordítás
- Ez a szócikk részben vagy egészben  a(z)   استان‌های ایران című perzsa Wikipédia-szócikk ezen változatának fordításán alapul.  Az eredeti cikk szerkesztőit annak laptörténete sorolja fel. Ez a jelzés csupán a megfogalmazás eredetét és a szerzői jogokat jelzi, nem szolgál a cikkben szereplő információk forrásmegjelöléseként.